# 電話玩具
電話玩具（でんわがんぐ）とは、電話機を模して作られた玩具である。車輪が付属したものや、亀の形をした電話など、デザインにも様々な工夫が凝らされている。

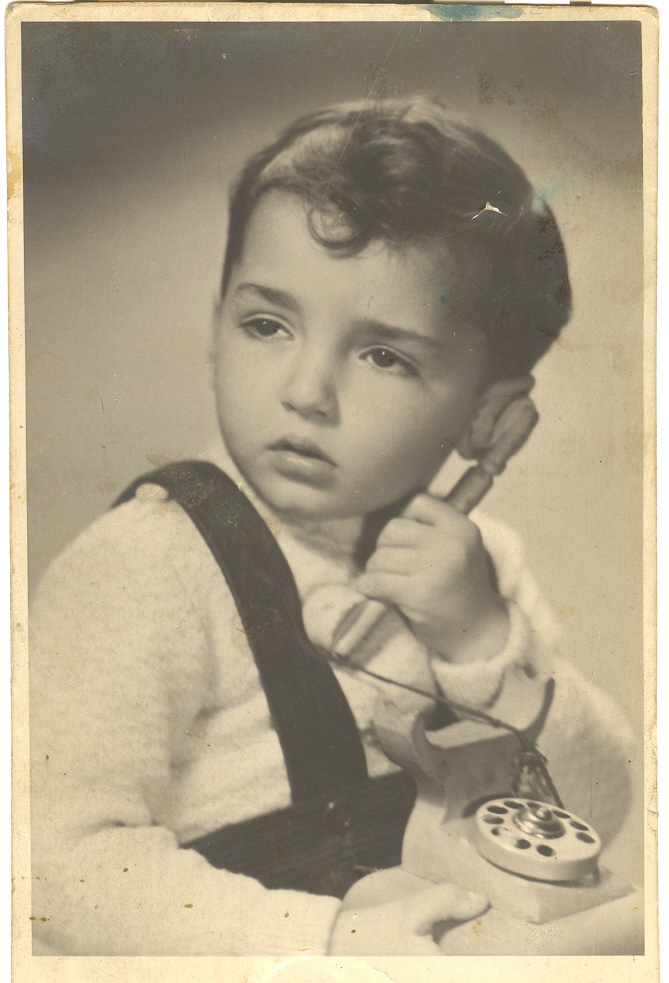
電話玩具を使用する幼児

## 歴史
電話玩具は日本に電話が渡来した当時に早くも誕生していた。東京と横浜の間で電話交換が始まった1890年（明治23年）頃には、ボール紙で筒を作り、糸で通して耳や口を当てて通話をする玩具の電話が出現していた。子供達が工作で作った他、露店などでも販売されており、彩色されたビニールの筒にビニールの管を通したものが近年でも露店で売られている。
1910年（明治43年）には、玩具商の小島児訓堂によって、電池式の玩具電池が考案された。元々は発電用に食塩水を用いていたが、手順が面倒であることから動力源を乾電池に変えて製造し、販売した。それでもコストの高さ、乾電池の寿命などの問題から進展しなかった。
電話そのものが発達するに伴い、電話玩具の構造、バリエーションにも発展が見られた。木製や金属製、セルロイド製、プラスチック製のものが登場、1936年（昭和11年）に開発された「自動式電話器」は、100メートル先まで通話できるという優れた機能を持っていた。
電話玩具が本格的に普及、流行するのは戦後であった。実物の電話同様に通話が出来る実用性の高いものまで登場し、人気を呼んだ。関東合成工業の調査では、遊びとしてのみならず、会社や売店における社員の連絡用の屋内通信にも使用されていることが分かった。同調査によると、電話玩具の色で最も人気があるのは赤色であったという。

## ギャラリー

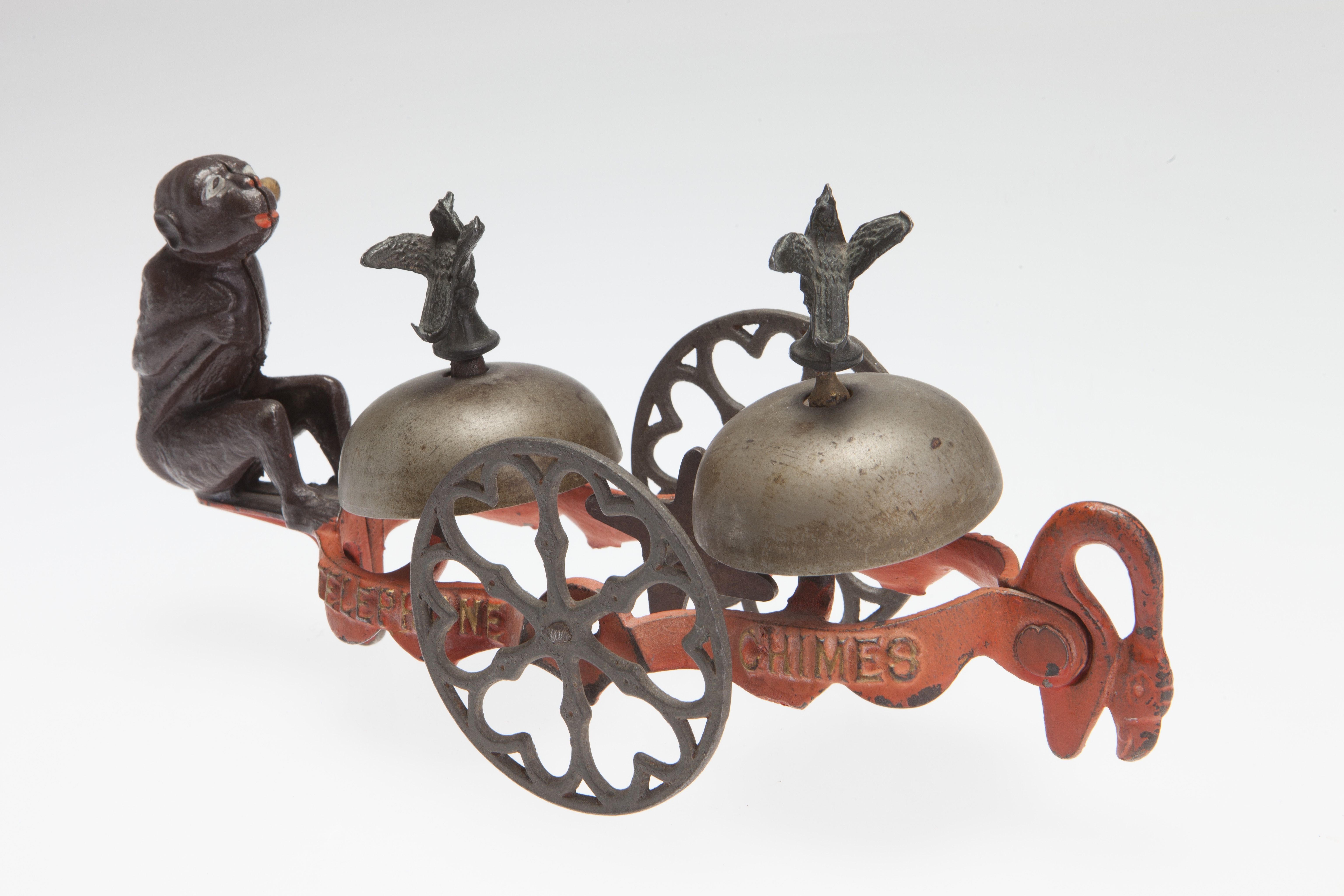
「Hello Hello Telephone Chimes Bell Ringer Pull Toy」1900年～1920年
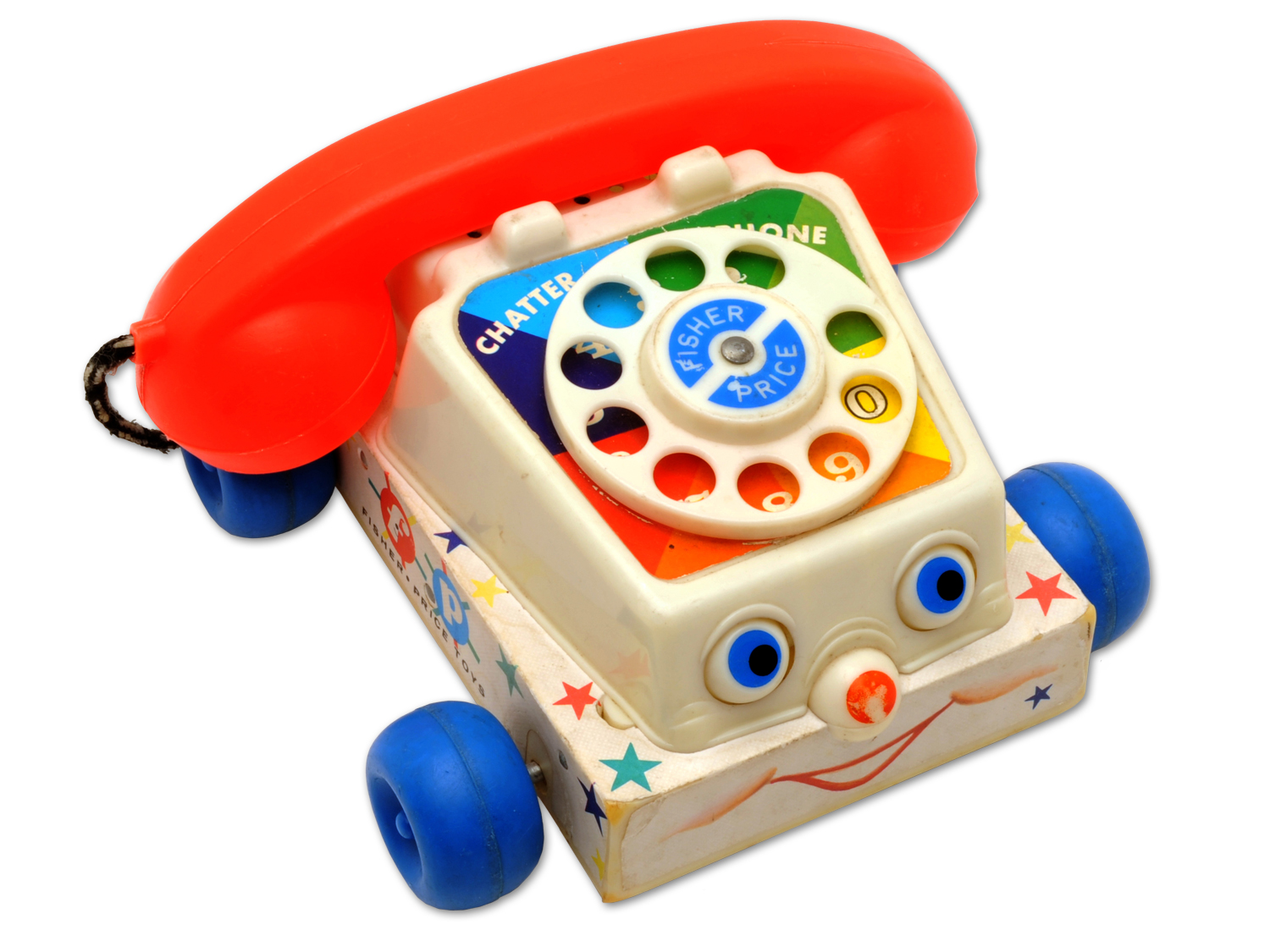
フィッシャー・プライス（英語版）社(1962年)おしゃべり電話
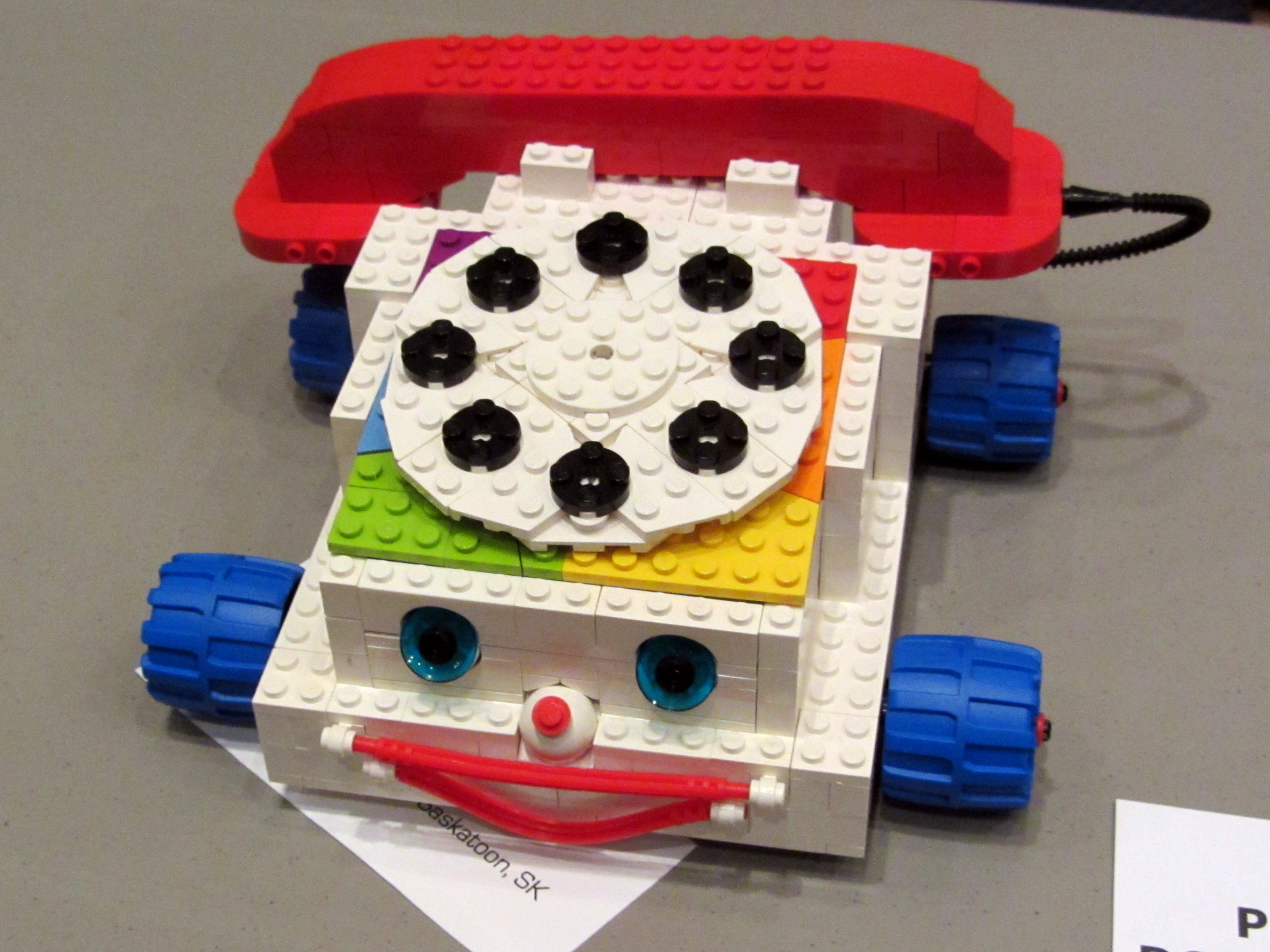
2011年
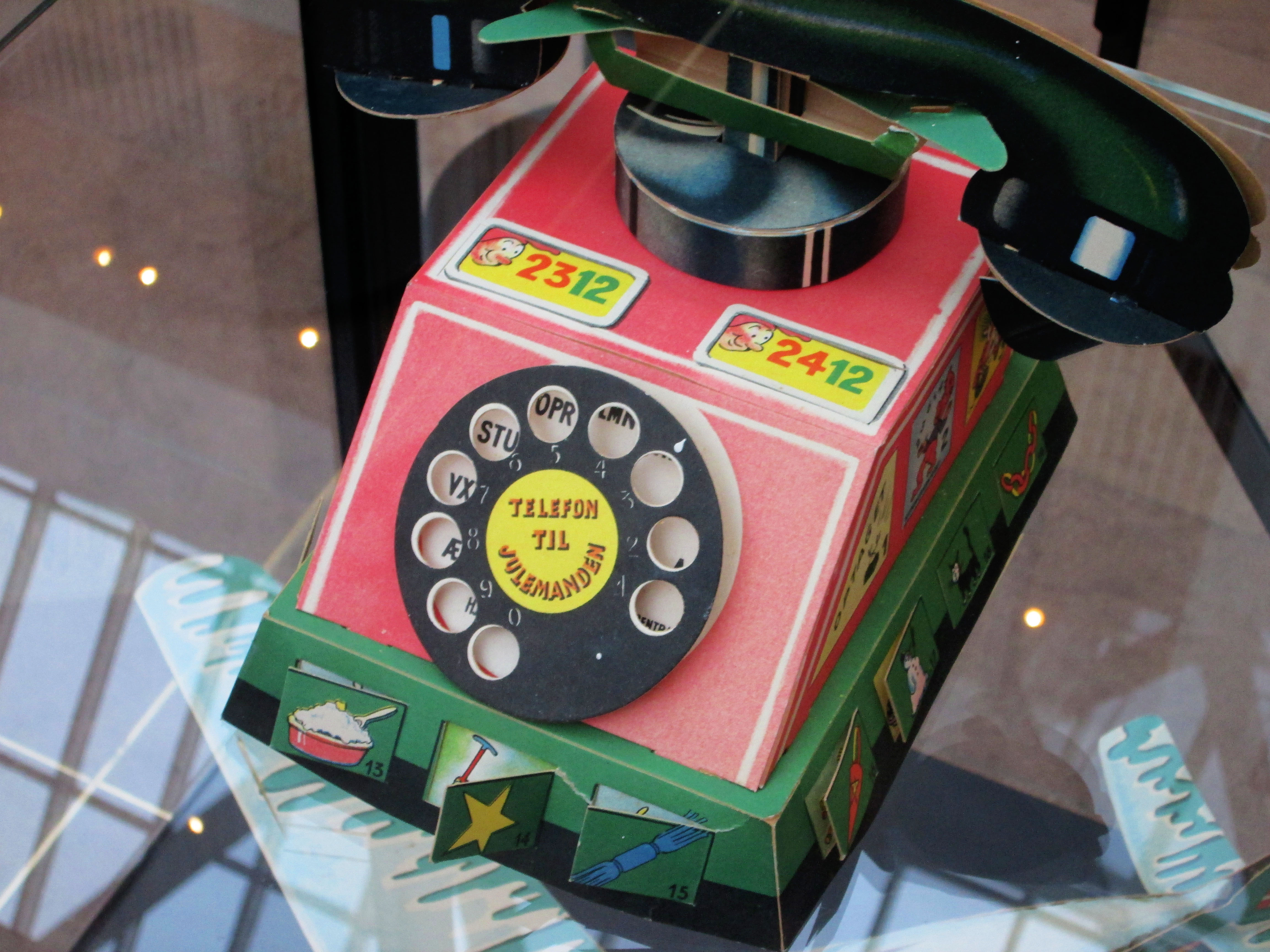
2013年段ボール製品のユーレカレンダー
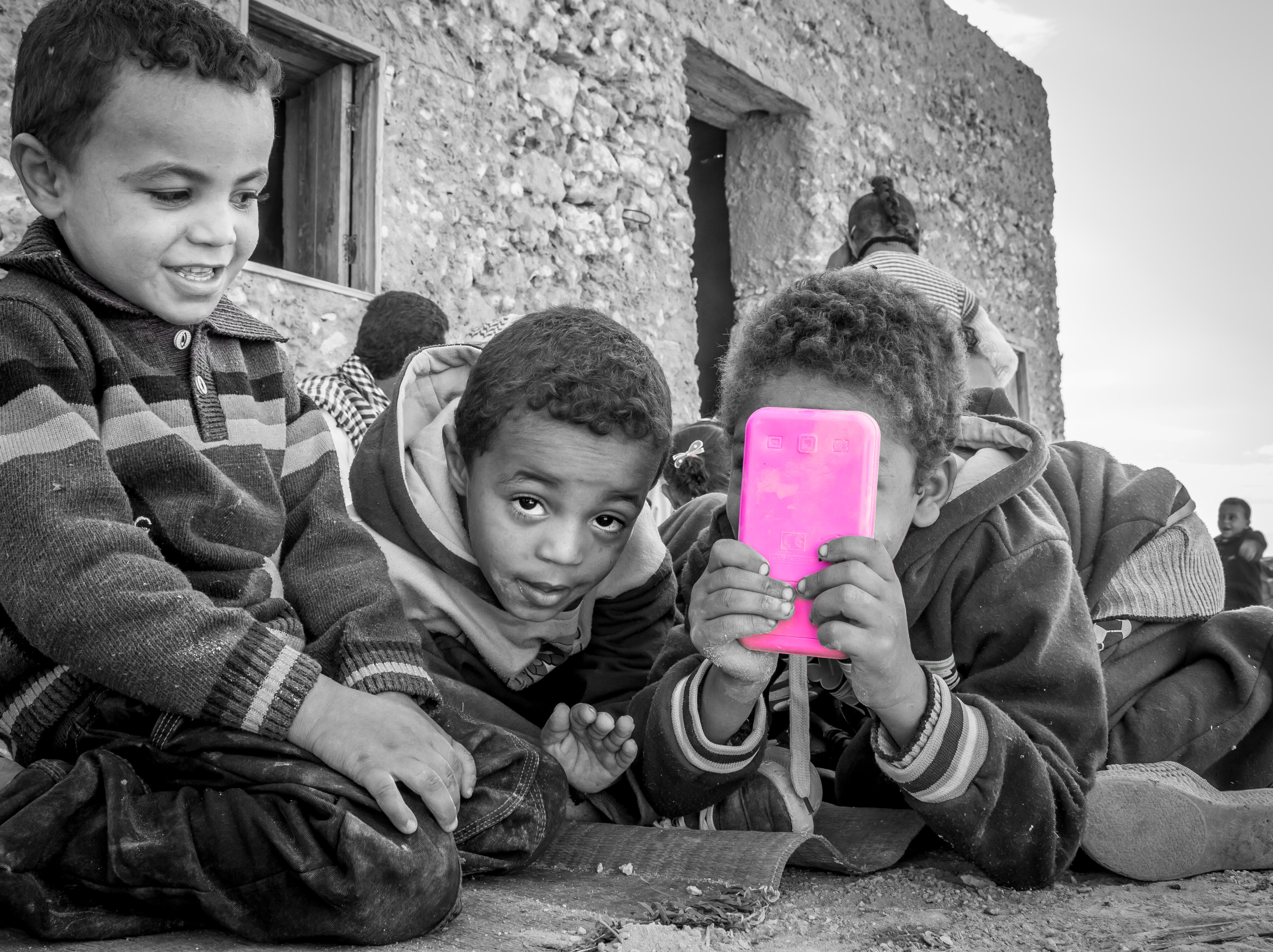
2017年